# Johann Kunsch von Breitenwald
Johann Kunsch von Breitenwald (8. května 1620 v Opavě – 9. listopadu 1681 v Berlíně) byl reformovaný kazatel a teolog.
Rodnou Opavu musel opustit v důsledku protireformace v roce 1628. Po teologických studiích a učitelské praxi byl roku 1646 povolán na místo kazatele do města Xanten; roku 1652 odešel na místo kazatele do města Rees v Dolním Porýní. Od roku 1655 byl dvorním kazatelem v Cöllnu.